# Castillon-la-Bataille
Castillon-la-Bataille (do 1953 Castillon-sur-Dordogne, okcitansko Castilhon de la Batalha) je naselje in občina v jugozahodnem francoskem departmaju Gironde regije Nove Akvitanije. Leta 2009 je naselje imelo 3203 prebivalce.

## Geografija
Naselje leži v pokrajini Gujeni ob reki Dordogne in njenem desnem pritoku Lidoire, 47 km vzhodno od Bordeauxa.

## Uprava
Castillon-la-Bataille je sedež istoimenskega kantona, v katerega so poleg njegove vključene še občine Belvès-de-Castillon, Gardegan-et-Tourtirac, Sainte-Colombe, Saint-Étienne-de-Lisse, Saint-Genès-de-Castillon, Saint-Hippolyte, Saint-Laurent-des-Combes, Saint-Magne-de-Castillon, Saint-Pey-d'Armens, Saint-Philippe-d'Aiguille, Sainte-Terre, Les Salles-de-Castillon in Vignonet z 10.382 prebivalci.
Kanton Castillon-la-Bataille je sestavni del okrožja Libourne.

## Zgodovina
Naselbina je bila 17. julija 1453 prizorišče poslednje bitke v stoletni vojni, v kateri sta vojski Francoskega kraljestva in Bretonskega vojvodstva odločilno porazili angleško vojsko, in po kateri Angleži, tudi zaradi izbruha vojne rož, niso bili več v stanju zahtevati francosko krono. Po bitki so izgubili vse kontinentalne posesti razen Calaisa, ki je ostal v njihovih rokah še dobrih sto let zatem (do 1558).

## Zanimivosti
- mestna vrata Porte du midi, del nekdanjega srednjeveškega obzidja,
- baročna cerkev sv. Simforijana iz 18. stoletja.

## Osebnosti
- Jean de Laborde (1878-1977), admiral, pionir pomorskega letalstva;

## Pobratena mesta
- Cascante (Navarra, Španija),
- Episkopi (Kreta, Grčija),
- Nabburg (Bavarska, Nemčija).